# 鼓室
鼓室（英語：tympanic cavity）又称中耳腔，是位于中耳内的一个空心小腔室，由骨质结构包围。鼓室共有6壁，其侧面紧靠外耳道并有鼓膜与之隔开，内有三块听小骨（组成听骨链）、肌肉、肌腱、韧带、血管和神经等。

## 结构
- 鼓室前部面向外耳，之间有鼓膜，鼓膜上连接着三块听小骨之一的锤骨，而砧骨、镫骨先后连接，直至连上卵圆窗[1][2]。
- 鼓室后部面向内耳，之间有竖直的迷路墙（labyrinthic/labyrinthine wall），上有卵圆窗、圆窗、鼓岬等结构[1][2]。
- 鼓室顶部由一块薄骨片构成，将鼓室和颅腔（英语：Cranial cavity）隔开[1][2]。
- 鼓室下部连接着耳咽管，通向咽部[1][2]。

## 临床
在分泌性中耳炎中，如出现鼓室积液现象，医生可能需要切开鼓膜引流积液。